# Spolas hawaiiensis
Spolas hawaiiensis är en stekelart som först beskrevs av William Harris Ashmead 1901.  Spolas hawaiiensis ingår i släktet Spolas och familjen brokparasitsteklar. Inga underarter finns listade i Catalogue of Life.